# David Sencar
David Sencar (Leoben, 29 gennaio 1984) è un calciatore austriaco, centrocampista dell'Hausmannstätten.

## Carriera
Fa il suo debutto ufficiale tra i professionisti il 14 aprile 2004 al 79' contro il Kärnten al posto di Roland Kollmann.
Ha segnato il suo primo gol tra i professionisti il 27 luglio 2008 contro il Salisburgo. La partita è finita 1-1.

## Palmarès

### Club

#### Competizioni nazionali
- Erste Liga: 1

Kapfenberger: 2007-2008